# Volcán Tajumulco
El Volcán Tajumulco es el volcán más alto de Guatemala, con una altura de 4.222 m s.n.m es el punto más elevado de Guatemala y de toda América Central. Es también el 24º volcán más prominente del mundo. 
Se considera extinto. Se localiza en el departamento de San Marcos, en el municipio de Tajumulco, en el Occidente del país. Del Volcán Tajumulco se tiene varios reportes históricos de erupciones volcánicas, pero ninguna ha sido confirmada de ser verdadera erupción. El Volcán Tajumulco fue declarado como área protegida en 1956, cubriendo un área de 4.472 hectáreas.

## Características

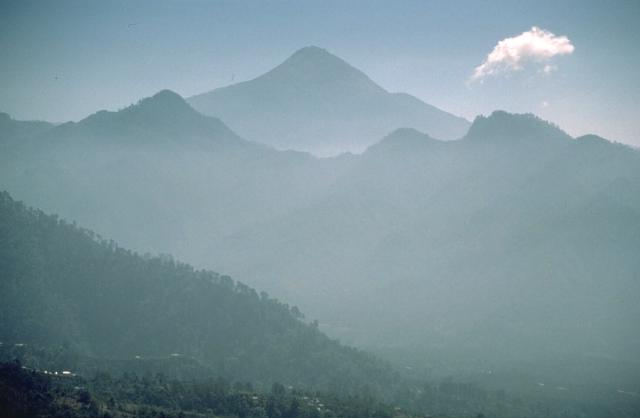
Volcán de Tajumulco

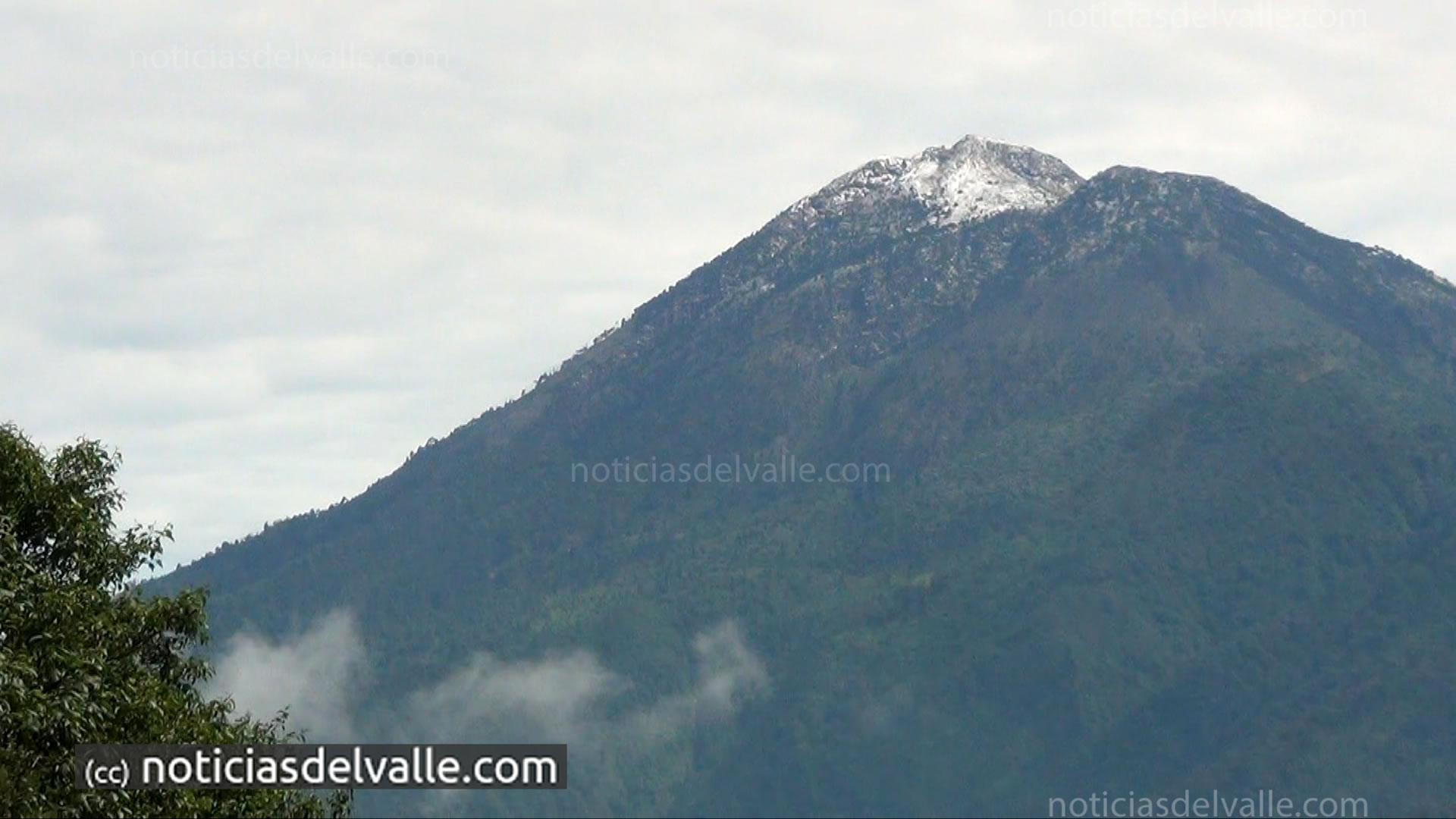
Volcán Tajumulco nevado.

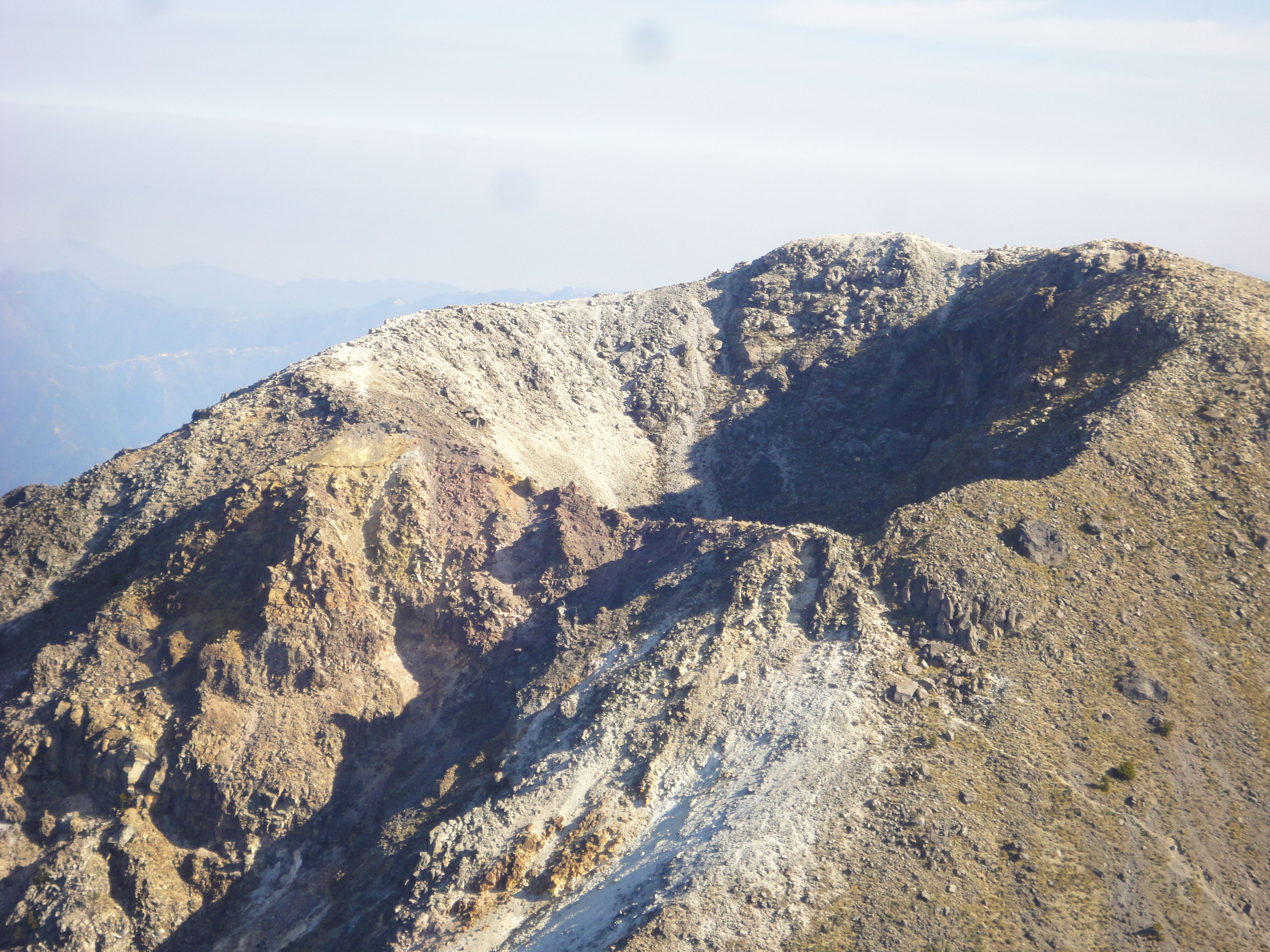
Cráter del Tajumulco.

El volcán Tajumulco es considerado, por las personas que gustan del clima frío, uno de los mejores lugares para poder escalar y acampar. La cima del volcán y la zona para acampar se encuentran a unos 4220 m s. n. m., también se puede acampar en una zona específicamente entre los dos picos del volcán, por lo que se forma un corredor de viento.
El volcán Tajumulco cuenta con dos cúspides. La cúspide mayor se encuentra en el lado este y tiene un pequeño cráter de unos 50 metros de diámetro, además de una torre de triangulación. La cúspide menor se conoce como Cerro Concepción y tiene una altura de 4.100 metros. Las torres de triangulación que se encuentran en algunos volcanes han sido colocadas por el Instituto Geográfico Nacional y sirven para medir distancias y latitudes.
Sus laderas están cultivadas de papa, verduras y otros productos comestibles; y también hay mucho ganado lanar. Hacia su media montaña la vegetación es de bosques templados y fríos de pino-encino, oyamel, juníperos y coníferas, que hacen que el ascenso sea excepcionalmente bello y a partir de la cota de los 4000 metros sobre el nivel del mar existe el ecosistema conocido como tundra alpina, donde los zacatonales y los musgos son las principales plantas, pues los árboles (pinos, oyameles) dejan de crecer a esta altura.

## Clima
Las características climáticas del Volcán Tajumulco y de la Sierra Madre de Guatemala son bastante variadas, debido sobre todo a la altitud y la vertiente. Los tipos climáticos predominantes son: el templado húmedo y el frío, en este último tipo de clima, es muy común que se registren temperaturas inferiores a los 0 °C.
El templado húmedo predomina entre los 2200 y los 3200 m s. n. m. Es un clima templado regular, con lluvias todo el año. En otoño e invierno se registran con mucha frecuencia heladas. También son frecuentes las neblinas o nubes bajas. Generalmente el mes más seco es abril.
El clima frío predomina entre los 3200 y los 4.220 m de altitud. La temperatura media anual oscila entre los 2 y los 4 °C. A esta altura en ocasiones la precipitación puede darse en forma de nieve, especialmente entre los meses de noviembre a febrero con la llegada de un frente frío.

## Mitología

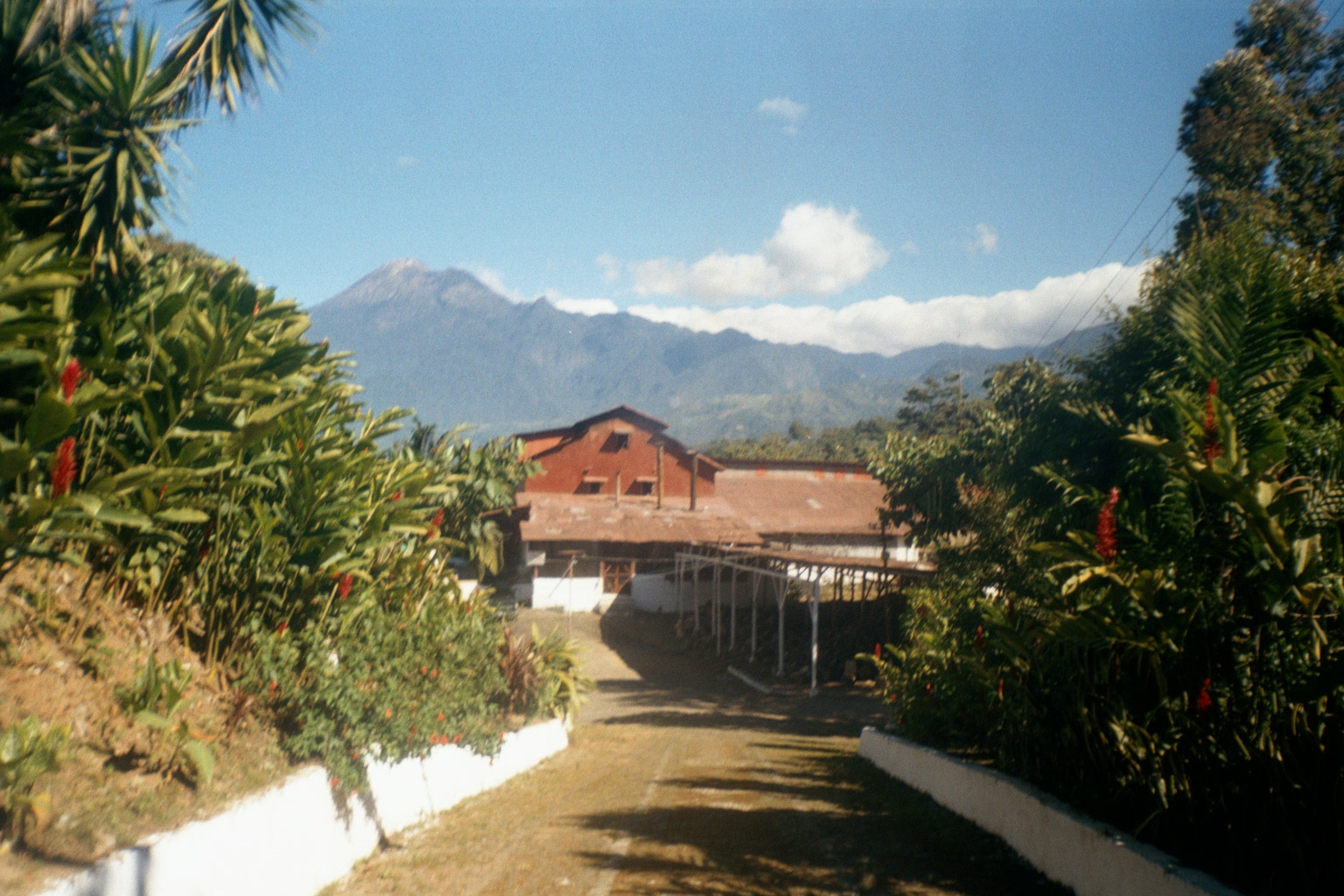
Vista del Volcán Tajumulco desde la Finca el Platanillo.

Según cuenta la historia, toda la vida de San Marcos (Guatemala), salió del Volcán Tajumulco o de Chman, como se le conoce en el idioma mam, nativo del lugar. Es bastante interesante la narración que cuentan los ancianos respecto al Volcán Tajumulco, ya que cuentan que al principio del mundo o Qawuj, como le conocen en el lugar, hubo un juicio y el volcán recogió todas las cosas para guardarlas y protegerlas. Luego durante un tiempo del volcán comenzaron a salir una gran cantidad de  zompopos, que la población del lugar pasó desapercibidos por un tiempo, hasta que un día se dieron cuenta de que un pájaro carpintero entraba al cerro cuando nadie se daba cuenta y extraía maíz y frijol del lugar, por lo que decidieron seguirlo y tuvieron que romper una roca grande de la cual extrajeron todas las cosas que el volcán había guardado para protegerlas, entre ellas maíz, frijol, animales, agua, aire, marimbas, semillas, chile, pom, fuego, jarros, madera, entre otras cosas.

## Información adicional

### Durante el conflicto interno
En los años grises donde la nación estuvo golpeada por el conflicto armado, una de las agrupaciones guerrilleras, FAR, tomaron posición del volcán en la zona boscosa del mismo. Esto permitió instalar en la zona una radio que difundía propaganda y hasta anuncios que permitían prevenir ante el ataque del Ejército. Los accesos a la misma estaban minados, lo que era muy difícil abordar el lugar; esto provocó que algunos montañistas que deseaban coronar su cima, tuvieran accidentes que hasta algunos les costó la vida en su intento.
Con los acuerdos de paz, se pudo desminar el lugar, tarea que realizó Naciones Unidas en el año 1997, con la colaboración de aquellos integrantes de la guerrilla que habían participado de este trabajo. Para rememorar el hecho, y una vez finalizada la tarea, la Federación Nacional de Andinismo de Guatemala, Integrantes de la Guerrilla, el Ejército de Guatemala e integrantes de Naciones Unidas, realizaron una ascensión conjunta a la cima del volcán, el 4 de mayo de 1997.

### Nevadas
Por estar ubicado en la zona tropical del planeta, no es usual que ocurran precipitaciones en forma de nieve, pero el 19 de diciembre de 2009 producto de un frente frío, se produjo una intensa nevada que cubrió toda la cumbre del volcán, cayendo alrededor de 20 cm de nieve en la cumbre y 10 cm en sus faldas. La nevada comenzó en la tarde y se prolongó hasta la mañana del día siguiente acompañada de fuertes vientos que alcanzaron los 70 km/h y muy bajas temperaturas. Ha sido una de las mayores nevadas que han ocurrido en Guatemala. Los meses de noviembre a febrero son los más fríos puesto que el país se ve influenciado por las masas de aire polar provenientes del Ártico, las cuales llegan a producir pequeñas nevadas en los lugares altos de conos de volcanes o montañas. Otras nevadas importantes se han registrado el 25 de enero de 2013 y el 13 de noviembre de 2021.

### Mapa en Relieve de Guatemala

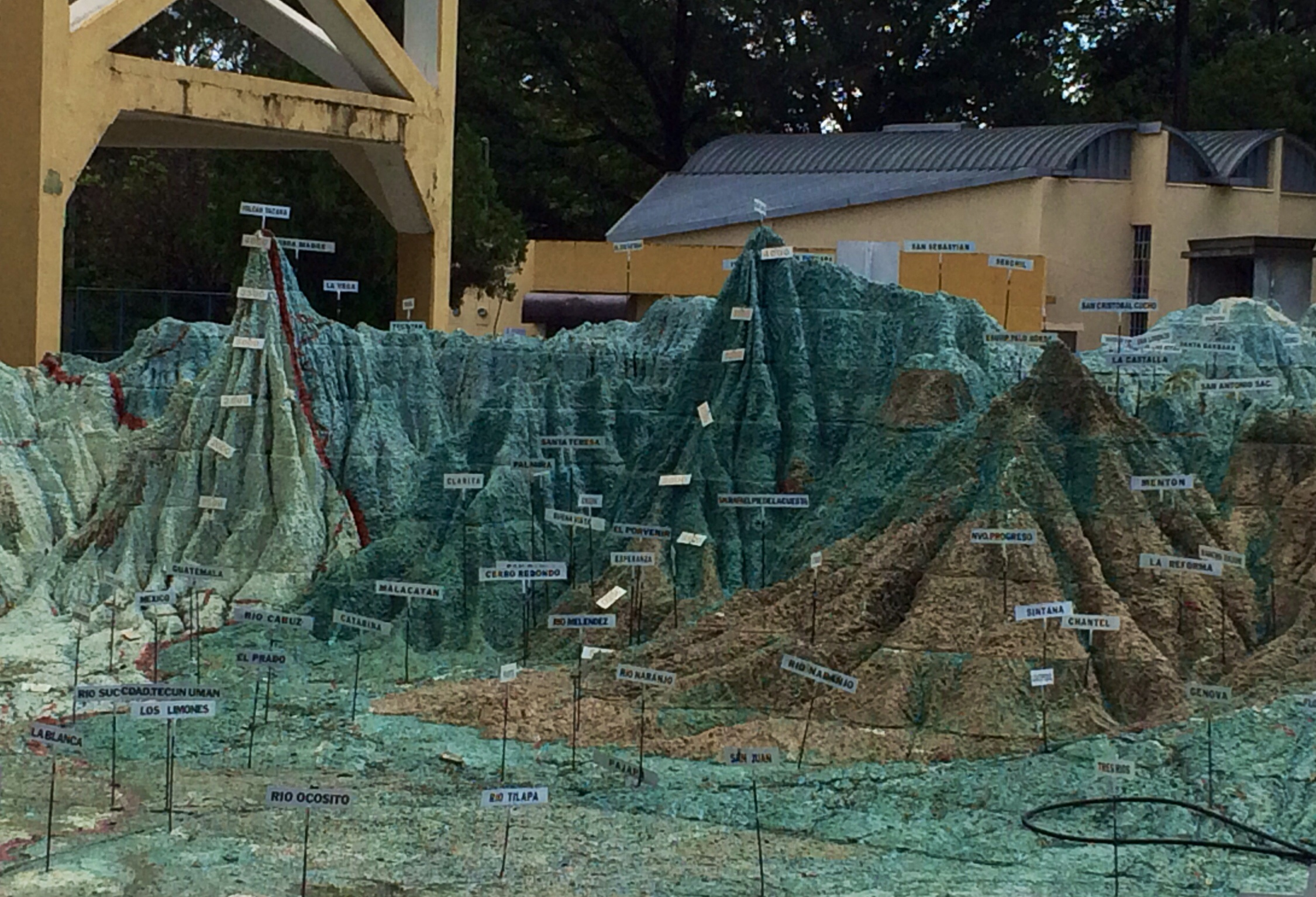
Volcanes Tacaná y Tajumulco en el Mapa en Relieve de Guatemala.
Museo Municipal del Mapa en Relieve, zona 2. Ciudad de Guatemala.

En 1905, durante el gobierno del licenciado Manuel Estrada Cabrera y a solicitud de este, el teniente coronel e ingeniero Francisco Vela construyó en el Hipódromo del Norte de la Ciudad de Guatemala el Mapa en Relieve del país; en el mapa, el volcán Tajumulco está mostrado con líneas de nivel que muestran su considerable elevación.